# Christuskirche (Jülich)

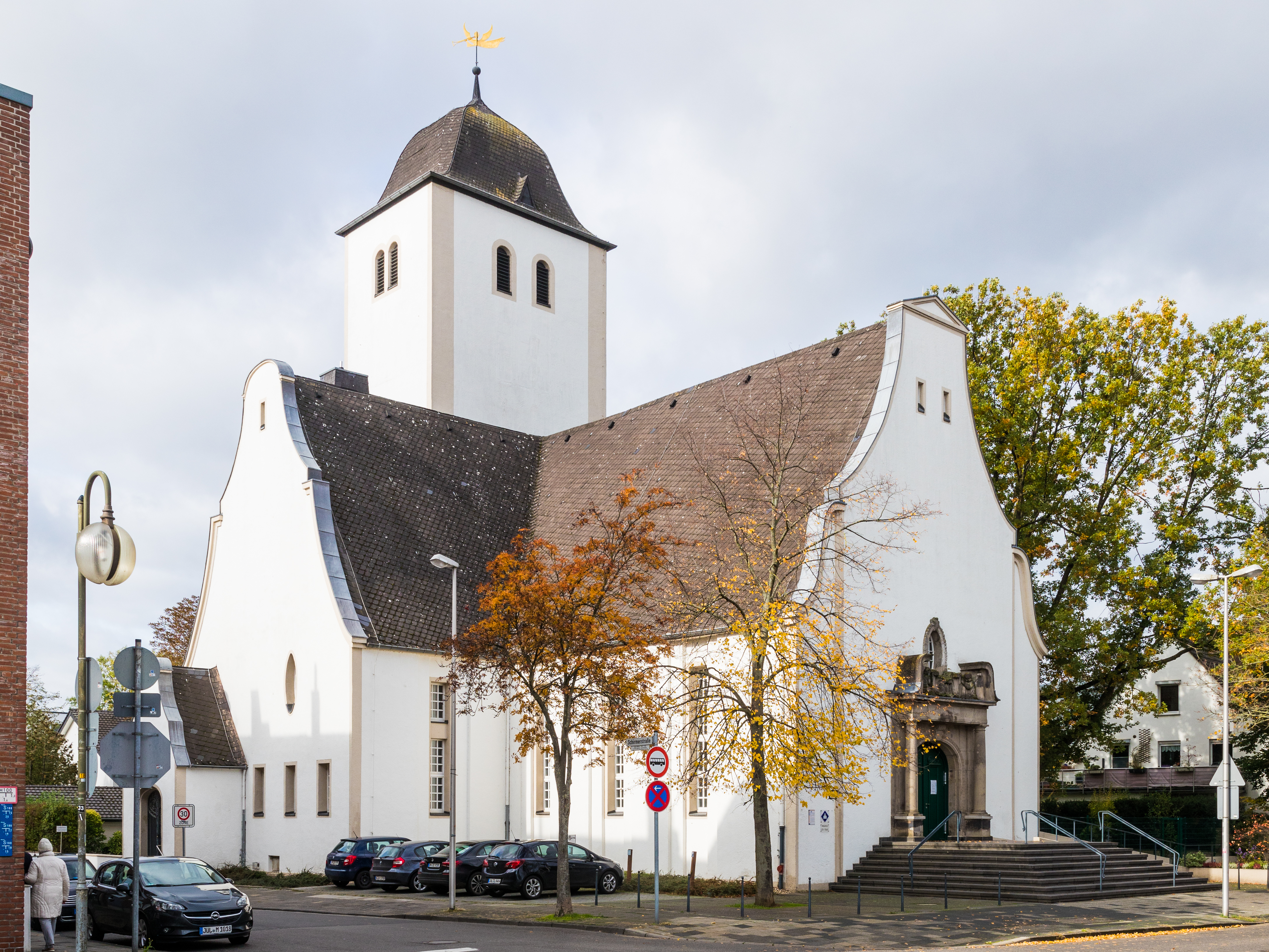
Christuskirche in Jülich

Die Christuskirche ist eine evangelische Kirche in der Stadt Jülich im Kreis Düren in Nordrhein-Westfalen. Die Kirchengemeinde gehört zum Kirchenkreis Jülich der Evangelischen Kirche im Rheinland.

## Geschichte
Im Jahr 1610 entstand die erste evangelische Gemeinde in Jülich, da die evangelischen Niederländer seit 1609 im Besitz der Jülicher Festung waren. Der erste Pfarrer war Caspar Sibelius und die ersten Gottesdienste wurden in der Schlosskapelle abgehalten. Da die Niederländer nicht lange im Besitz der Festung waren und die katholischen Spanier kamen, hatten es die Lutheraner sowie die reformierten Christen schwer in Jülich. Erst im Jahr 1742 bekam die reformierte Gemeinde die Erlaubnis, eine Kirche zu bauen. Diese neue Kirche wurde 1745 fertiggestellt. Sie bestand bis ca. 1909. 
1910 wurde am gleichen Standort eine neue, größere Kirche erbaut. Die Pläne dazu lieferte der Düsseldorfer Architekt Fritz Niebel. Er plante eine einschiffige Kirche mit Querhaus in neobarocken Formen und Stilelementen des Jugendstils. Im Jahr 1926 wurde die Kirche durch den Künstler Daniel Greiner ausgemalt. Seitdem trägt das Bauwerk auch den Namen Christuskirche. Im Zweiten Weltkrieg wurde die Kirche sehr stark beschädigt, nur die Außenmauern standen noch. Um 1950 wurde sie vereinfacht wieder aufgebaut.
Heute besitzt die Kirche von außen noch ihr historisches Aussehen von 1910, mit Ausnahme des Glockenturms, welcher nach dem Krieg leicht verändert aufgebaut wurde. Das Erscheinungsbild im Innern ist jedoch modern.